# Ravages de la guerre
Ravages de la guerre (en espagnol : Estragos de la guerra) est l'estampe no 30 de la série des Désastres de la guerre réalisée par Francisco de Goya entre 1810 et 1814.

## Analyse

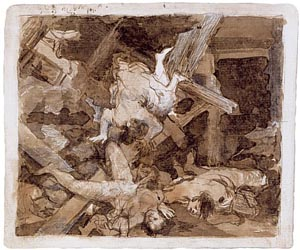
Estragos de la guerra (dessin préparatoire à la gouache).

Cette gravure est réalisée à l'aquatinte, retouchée à la pointe sèche et au brunisseur. Elle est publiée pour la première fois dans l'édition de l'Académie royale des beaux-arts de San Fernando en 1863.
L'estampe reflète le bombardement de la population civile urbaine, possiblement dans leur maison et renvoie très probablement aux obus avec lesquels l'artillerie française minait la résistance espagnole lors des sièges de Saragosse pendant la guerre d'indépendance espagnole.